# Пластинация

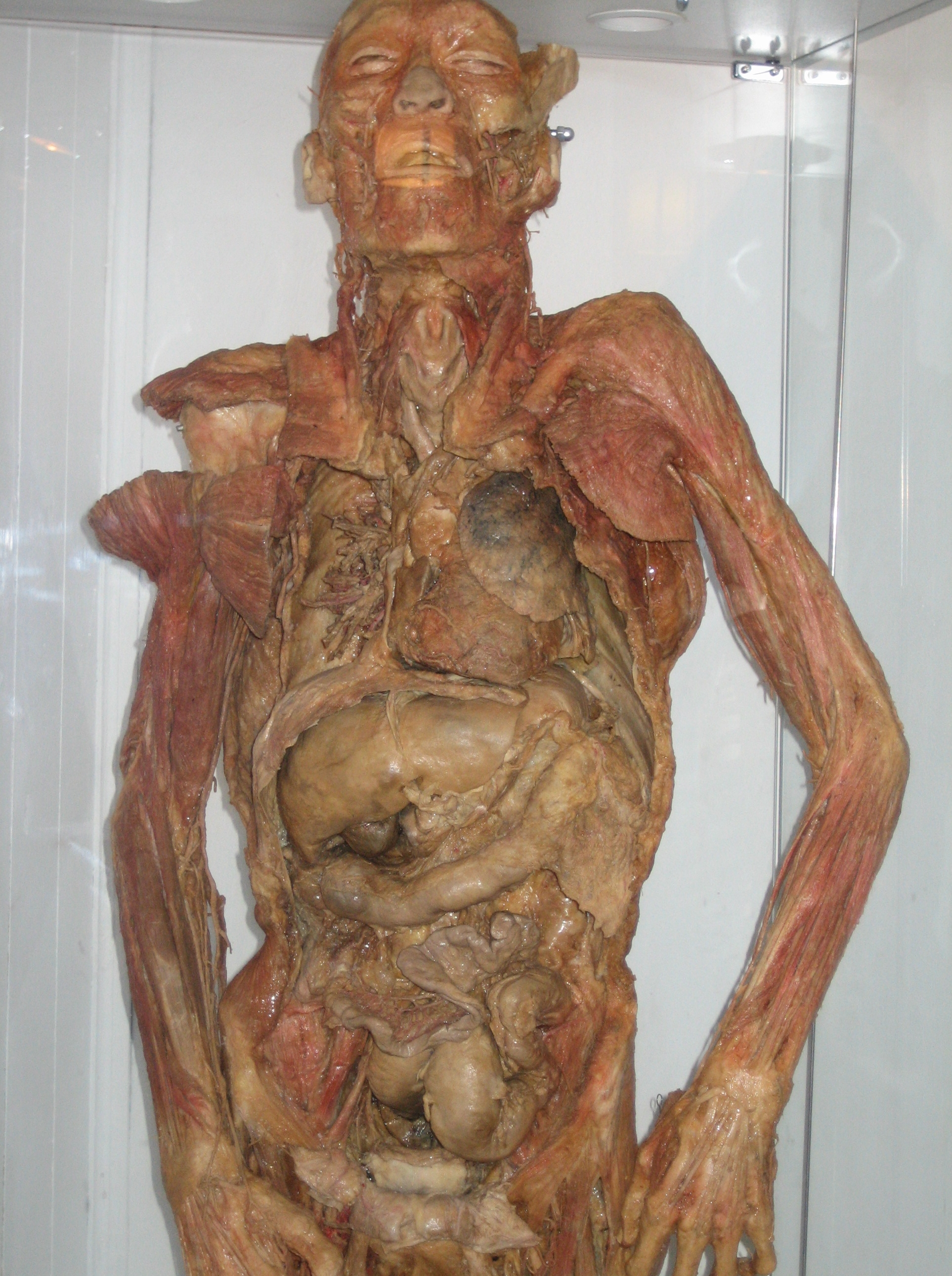
Экспонат целого тела, пластинированный силиконом для Эстонского музея здравоохранения

Пластинация — метод бальзамирования и консервации анатомических препаратов, заключающийся в замене воды и липидов в биологических тканях на синтетические полимеры и смолы. Изготовленный методом пластинации анатомический объект называется «пластинат». В зависимости от используемого полимера различают три основные методики пластинации:
1. Пластинация силиконом (в России эту технику называют «полимерным бальзамированием»), позволяющая изготавливать пластинаты органов, анатомических областей и целого тела. Силиконовые пластинаты являются эластичными и упругими, сохраняя естественную форму, объем и цвет анатомических препаратов.
2. Пластинация с помощью эпоксидной смолы дает возможность изготавливать плоские и прозрачные срезы и распилы органов и частей тела. Эпоксидные пластинаты имеют толщину от 1 до 10 мм, обладают жесткостью и твердостью, могут исследоваться как невооруженным глазом, так и под небольшим увеличением в отраженном и проходящем свете.
3. Пластинация полиэфирными смолами позволяет изготавливать плоские и непрозрачные срезы и распилы толщиной от 3 мм до нескольких сантиметров. Эта методика используется преимущественно для изготовления пластинированных срезов головного мозга, так как позволяет хорошо различать белое и серое вещество на мозговых препаратах.

Наряду с изготовлением учебных анатомических препаратов, применяемых для медицинского образования, пластинация широко используется в анатомических и клинических исследованиях.

## Процесс пластинации
Пластинация состоит из четырёх основных этапов:
- Фиксация и препарирование
- Обезвоживание и обезжиривание
- Импрегнация полимера
- Полимеризация

## История
Пластинация была изобретена в 1970-х годах доктором Гунтером фон Хагенсом. С 1993 года он возглавляет им же созданный Институт пластинации. По его словам, он организовал институт, так как университет Гейдельберга уже не мог качественно заниматься пластинацией, ведь пластинация одного человеческого тела идёт 1000—1500 рабочих часов. В настоящее время он использует трупы и их органы в композициях и организовывает передвижные выставки, которые продолжают вызывать общественный резонанс.
В интервью газете «Известия» Гунтер фон Хагенс сказал: «Этот метод я изобрёл случайно в 1977 году, когда был ассистентом в Анатомическом институте Гейдельбергского университета. Я спрашивал себя, рассматривая выставленные препараты, залитые полимером, почему их заливают, а не вводят полимер внутрь? Тогда-то мне и пришла в голову идея пропитать препараты биополимером при помощи вакуума. Для этого препарат сначала нужно погрузить в ледяной ацетон. Когда в результате диффузии вода в тканях заменится ацетоном, вещество следует погрузить в биополимер. Ацетон вакуумным способом откачивается, и его место в тканях заполняется силиконом. После этого с веществом можно работать как с художественным материалом».
В настоящее время более 400 лабораторий в 40 странах мира занимаются пластинацией.
В России на кафедре нормальной анатомии Санкт-петербургской Военно-медицинской академии совместно с Институтом синтетического каучука им. Лебедева под руководством профессора И. В. Гайворонского разработан собственный технологический процесс пластинации, названный учёными «полимерным бальзамированием». Его отличие состоит в том, что для пластинации использовался медицинский силикон российского производства и ряд ноу-хау.
В 2006 году в Международном морфологическом центре (Санкт-Петербург) под руководством Д. А. Старчика разработана методика пластинации силиконом при комнатной температуре и техника пластинации эпоксидной смолой в горизонтальных плоских камерах.
В июле 2014, впервые в России, в Санкт-Петербурге проводилась 17-я Международная конференция Международного общества пластинаторов, в которой приняло участие более 80 специалистов по пластинации из 23 стран.

## Скандал
В 2002 году разгорелся скандал с поставкой из России трупов для пластинации доктору фон Хагенсу. Их переправлял начальник областного бюро судмедэкспертизы Владимир Новосёлов.